# Sigér Dávid
Sigér Dávid Miklós (Debrecen, 1990. november 30. –) ötszörös magyar bajnok labdarúgó, a román élvonalbeli Sepsi OSK középpályása.

## Pályafutása

### Klubcsapatokban
Szülővárosában kezdte pályafutását a Debreceni VSC-ben. Az első csapatban nem jutott szóhoz bajnoki mérkőzésen, többször szerepelt kölcsönben Tégláson, Létavértesen, Mezőkövesden és Balmazújvárosban. 2015 nyarán a Balmazújváros megvásárolta játékjogát a DVSC-től, Sigér pedig hamar alapembere, később csapatkapitánya lett a csapatnak. 2015. november 9-én a Soroksár elleni bajnokin látványos gólt szerzett. A 2016-17-es másodosztályú bajnokságot a második helyen zárta a csapattal, amely története során először jutott fel a magyar élvonalba. Sigér az élvonalban is vezéregyénisége volt csapatának, húsz NB I-es mérkőzésen négy gólt szerzett a 2017–18-as bajnokság őszi felében, amivel többek közt a Ferencvárosi TC érdeklődését is felkeltette. A 2017-2018-as szezont négy lőtt góllal zárta, összesen 32 találkozón lépett pályára a végül kieső Balmazújvárosban.

#### Ferencvárosi TC
2018. június 12-én a Ferencváros hivatalosan is bejelentette szerződtetését. 2018. november 3-án lőtte első gólját az FTC-ben az MTK elleni 2:0-ra megnyert mérkőzésen. Ezt a találatot a 61. alkalommal megtartott Az év magyar sportolója gálán az Év gólja kategóriában a legjobbnak ítélték. A 2018–19-es bajnokságban 23 mérkőzésen 2 gólt szerzett, az aranyérmes csapat tagja lett.
2019. augusztus 6-án a Bajnokok Ligája selejtező 3. fordulójában a Dinamo Zagreb elleni idegenbeli mérkőzésen a 60. percben a fejes góljával egyenlített az FTC (1–1).
2019 szeptemberében meghosszabbította a szerződését a klubbal. OKtóber 27-én a MOL Fehérvár elleni bajnoki rangadót az ő két góljával nyerte meg 2–1-re a Ferencváros. November 28-án, az Európa-liga csoportkörének 5. fordulójában gólt lőtt az Espanyol elleni 2–2-es döntetlenre végződő hazai mérkőzésen. 2020. május 23-án az ő két góljával győzte le a DVSC-t a Ferencváros 2–1-re. 2020. augusztus 26-án Sigér Dávid szerezte a Ferencváros első gólját a Celtic elleni Bajnokok Ligája selejtező mérkőzésen (2-1).
2021. április 4-én a Budafok ellen 4–0-ra megnyert bajnoki mérkőzésen – a kapunak háttal állva, ollózó mozdulattal – látványos gólt lőtt. 2021. július 28-án, a 2021–2022-es szezon kezdete előtt csapata edzésén súlyos sérülést szenvedett, aminek következtében többhónapos kihagyás várt rá. 2022. április 29-én tért vissza a csapatba a Paks ellen 2–1-re megnyert idegenbeli mérkőzésen: a 77. percben lépett pályára.
2023. július 27-én kezdőként lépett pályára, és gólt szerzett az ír Shamrock Rovers elleni 4–0-s Konferencia Liga selejtező mérkőzésen.

#### Fehérvár FC
2024 februárjától a Fehérvár FC játékosaként folytatta a pályafutását.

#### Sepsi OSK
2024. június 14-én bejelentették, hogy a Sepsi OSK-hoz igazolt. Június 17-én a klub is hivatalosan megerősítette, hogy két éves szerződést írtak alá. 2025. május 9-én szerezte első gólját a román labdarúgó-bajnokság alsóházának 8. fordulójában a Botoşani ellen 2–0-ra megnyert mérkőzésen.

### A válogatottban
2019. augusztus 26-án Marco Rossi szövetségi kapitány meghívta a magyar válogatott Montenegró és Szlovákia ellen készülő keretébe. Montenegró ellen a félidőben állt be csereként, és ő lett a magyar válogatott történetének 1000. játékosa.
2020. november 18-án a labdarúgó Nemzetek Ligája B-divíziójának 3. csoportjában a Törökország elleni 2–0-ra megnyert mérkőzésen az első gólt ő lőtte. 2021. június 1-jén Marco Rossi szövetségi kapitány nevezte őt a magyar válogatott Európa-bajnokságra készülő 26 fős keretébe. A kontinenstornán egy mérkőzésen kapott szerepet, a portugálok elleni csoportmérkőzésen csereként 12 percet játszott.

## Statisztika

### Klubcsapatokban
2025. augusztus 9-i állapot szerint.
| Klub             | Szezon         | Bajnokság | Bajnokság | Országos kupa | Országos kupa | Ligakupa | Ligakupa | Nemzetközi kupa | Nemzetközi kupa | Összesen | Összesen |
| Klub             | Szezon         | Mérk.     | Gól       | Mérk.         | Gól           | Mérk.    | Gól      | Mérk.           | Gól             | Mérk.    | Gól      |
| ---------------- | -------------- | --------- | --------- | ------------- | ------------- | -------- | -------- | --------------- | --------------- | -------- | -------- |
| Létavértes       | 2008–09        | 27        | 4         | 0             | 0             | –        | –        | –               | –               | 27       | 4        |
| Létavértes       | 2009–10        | 23        | 5         | 0             | 0             | –        | –        | –               | –               | 23       | 5        |
| Létavértes       | 2011–12        | 15        | 3         | 0             | 0             | –        | –        | –               | –               | 15       | 3        |
| Létavértes       | Összesen       | 65        | 12        | 0             | 0             | 0        | 0        | 0               | 0               | 65       | 12       |
| Debreceni VSC II | 2010–11        | 24        | 1         | 2             | 0             | –        | –        | –               | –               | 26       | 1        |
| Debreceni VSC II | 2011–12        | 13        | 1         | 2             | 0             | –        | –        | –               | –               | 15       | 1        |
| Debreceni VSC II | Összesen       | 37        | 2         | 4             | 0             | 0        | 0        | 0               | 0               | 41       | 2        |
| Debreceni VSC    | 2011–12        | 0         | 0         | 0             | 0             | 2        | 0        | 0               | 0               | 2        | 0        |
| Debreceni VSC    | Összesen       | 0         | 0         | 0             | 0             | 2        | 0        | 0               | 0               | 2        | 0        |
| Mezőkövesd       | 2012–13        | 12        | 1         | 2             | 0             | –        | –        | –               | –               | 14       | 1        |
| Mezőkövesd       | 2013–14        | 4         | 0         | 3             | 1             | 2        | 0        | –               | –               | 9        | 1        |
| Mezőkövesd       | Összesen       | 16        | 1         | 5             | 1             | 2        | 0        | 0               | 0               | 23       | 2        |
| Balmazújváros    | 2014–15        | 25        | 0         | 0             | 0             | 5        | –        | –               | –               | 30       | 0        |
| Balmazújváros    | 2015–16        | 29        | 4         | 1             | 1             | 0        | 0        | –               | –               | 30       | 5        |
| Balmazújváros    | 2016–17        | 38        | 4         | 1             | 0             | 0        | 0        | –               | –               | 39       | 4        |
| Balmazújváros    | 2017–18        | 21        | 4         | 3             | 0             | 0        | 0        | –               | –               | 24       | 4        |
| Balmazújváros    | Összesen       | 113       | 12        | 5             | 1             | 5        | 0        | 0               | 0               | 123      | 13       |
| Ferencváros      | 2018–19        | 23        | 2         | 4             | 0             | 0        | 0        | 0               | 0               | 27       | 2        |
| Ferencváros      | 2019–20        | 27        | 5         | 1             | 1             | 0        | 0        | 13              | 2               | 41       | 8        |
| Ferencváros      | 2020–21        | 24        | 1         | 2             | 0             | 0        | 0        | 9               | 1               | 35       | 2        |
| Ferencváros      | 2021–22        | 3         | 0         | 0             | 0             | 0        | 0        | 3               | 0               | 6        | 0        |
| Ferencváros      | 2022–23        | 12        | 0         | 1             | 0             | 0        | 0        | 0               | 0               | 13       | 0        |
| Ferencváros      | 2023–24        | 10        | 1         | 1             | 1             | 0        | 0        | 12              | 1               | 23       | 3        |
| Ferencváros      | Összesen       | 99        | 9         | 9             | 2             | 0        | 0        | 37              | 4               | 145      | 15       |
| Fehérvár FC      | 2023–24        | 14        | 0         | 0             | 0             | 0        | 0        | 0               | 0               | 14       | 0        |
| Fehérvár FC      | Összesen       | 14        | 0         | 0             | 0             | 0        | 0        | 0               | 0               | 14       | 0        |
| Sepsi OSK        | 2024–25        | 25        | 1         | 0             | 0             | 0        | 0        | 0               | 0               | 25       | 1        |
| Sepsi OSK        | 2025–26        | 1         | 0         | 0             | 0             | 0        | 0        | 0               | 0               | 1        | 0        |
| Sepsi OSK        | Összesen       | 26        | 1         | 0             | 0             | 0        | 0        | 0               | 0               | 26       | 1        |
| Teljes karrier   | Teljes karrier | 370       | 37        | 23            | 4             | 9        | 0        | 37              | 4               | 439      | 45       |

### A válogatottban
| Magyarország | Magyarország | Magyarország |
| Év           | Mérk.        | Gólok        |
| ------------ | ------------ | ------------ |
| 2019         | 2            | 0            |
| 2020         | 7            | 1            |
| 2021         | 5            | 0            |
| Összesen     | 14           | 1            |

### Mérkőzései a válogatottban
| Magyarország | Magyarország        | Magyarország                           | Magyarország | Magyarország | Magyarország  | Magyarország    | Magyarország | Magyarország    |
| #            | Dátum               | Helyszín                               | Hazai        | Eredmény     | Vendég        | Kiírás          | Gólok        | Esemény         |
| ------------ | ------------------- | -------------------------------------- | ------------ | ------------ | ------------- | --------------- | ------------ | --------------- |
| 1.           | 2019. szeptember 5. | Podgorica, Podgoricai Stadion          | Montenegró   | 2 – 1        | Magyarország  | barátságos      | -            | a szünetben     |
| 2.           | 2019. október 13.   | Budapest, Groupama Aréna               | Magyarország | 1 – 0        | Azerbajdzsán  | Eb-selejtező    | -            | 86'             |
| 3.           | 2020. szeptember 3. | Sivas, Sivas Arena                     | Törökország  | 0 – 1        | Magyarország  | Nemzetek Ligája | -            | 45' 60'         |
| 4.           | 2020. szeptember 6. | Budapest, Puskás Aréna                 | Magyarország | 2 – 3        | Oroszország   | Nemzetek Ligája | -            | 42' a szünetben |
| 5.           | 2020. október 8.    | Szófia, Vaszil Levszki Nemzeti Stadion | Bulgária     | 1 – 3        | Magyarország  | Eb-selejtező    | -            |                 |
| 6.           | 2020. október 14.   | Moszkva, VTB Aréna                     | Oroszország  | 0 – 0        | Magyarország  | Nemzetek Ligája | -            |                 |
| 7.           | 2020. november 12.  | Budapest, Puskás Aréna                 | Magyarország | 2 – 1        | Izland        | Eb-selejtező    | -            |                 |
| 8.           | 2020. november 15.  | Budapest, Puskás Aréna                 | Magyarország | 1 – 1        | Szerbia       | Nemzetek Ligája | -            | 51' 58'         |
| 9.           | 2020. november 18.  | Budapest, Puskás Aréna                 | Magyarország | 2 – 0        | Törökország   | Nemzetek Ligája | 1            | 57'             |
| 10.          | 2021. március 25.   | Budapest, Puskás Aréna                 | Magyarország | 3 – 3        | Lengyelország | vb-selejtező    | -            | 81'             |
| 11.          | 2021. március 28.   | Serravalle, Stadio Olimpico            | San Marino   | 0 – 3        | Magyarország  | vb-selejtező    | -            |                 |
| 12.          | 2021. március 31.   | Andorra la Vella, Estadi Nacional      | Andorra      | 1 – 4        | Magyarország  | vb-selejtező    | -            | 61'             |
| 13.          | 2021. június 4.     | Budapest, Szusza Ferenc Stadion        | Magyarország | 1 – 0        | Ciprus        | barátságos      | -            | 65' 79'         |
| 14.          | 2021. június 15.    | Budapest, Puskás Aréna                 | Magyarország | 0 – 3        | Portugália    | Eb-csoportkör   | -            | 78'             |
|              | Összesen            |                                        |              | 14           | mérkőzés      |                 | 1            | gól             |

## Sikerei, díjai

### Klubcsapatokban
Ferencvárosi TC
- Magyar bajnok (5): 2018–19,[28] 2019–20,[29] 2020–21,[30] 2021–22,[31] 2022–23[32]

### Egyéni
- A 61. alkalommal megtartott Az év magyar sportolója gálán az Év gólja kategóriának győztese. (2018)